# Siège de Compiègne
Guerre civile entre Armagnacs et Bourguignons
Batailles
Le siège de Compiègne est une opération militaire effectuée par l'armée bourguignonne du 20 mai 1430 au 28 octobre suivant, pour tenter de prendre la ville.
Jeanne d'Arc est faite prisonnière lors de ce siège.

## Déroulement
Le 27 mars 1430, Philippe le Bon attaque les faubourg de la ville. La garnison se retire dans la ville fortifiée.
Le 13 mai, Jeanne d'Arc arrive à Compiègne, sans le soutien du roi.
Le 20 mai, trois armées sont présentes : celle de l'Anglais Huntington au nord-ouest, celle du Bourguignon Baudot au nord et celle de Jean II de Luxembourg Ligny au nord-est
Le 22 mai, Jeanne d'Arc rejoint des renforts arrivés a Crépy-en-Valois et les ramène a Compiègne. À son appel, les renforts rejoindront la ville par petits groupes durant tout le siège.
Le 23 mai 1430, Jeanne d'Arc tente une sortie à la tête des milices de la ville, traverse le pont et passe sur la rive ouest. Le combat tournant à son désavantage, elle est capturée aux portes de la barbacane qui protège l'accès au pont.
Elle est rachetée par les Anglais 10 000 livres, puis confiée à Pierre Cauchon, évêque de Beauvais, qui collabore avec eux (Jeanne fut capturée dans le diocèse de Beauvais).
Le 26 octobre 1430 les Bourguignons lèvent le siège, laissant derrière eux une ville aux deux-tiers détruite, ravagée par l’artillerie, en proie à la famine et la maladie. La ville se releva difficilement (baisse de la population et un appauvrissement des habitants).